# Baniga, Hosanagara
Baniga là một làng thuộc tehsil Hosanagara, huyện Shimoga, bang Karnataka, Ấn Độ.